# Anemocarpa
Anemocarpa es un género de plantas con flores perteneciente a la familia de las asteráceas. Comprende 8 especies descritas y de estas, solo 4 aceptadas.

## Taxonomía
El género fue descrito por Paul Graham Wilson y publicado en Nuytsia 8(3): 452 (1992).

## Especies
A continuación se brinda un listado de las especies del género Anemocarpa aceptadas hasta julio de 2012, ordenadas alfabéticamente. Para cada una se indica el nombre binomial seguido del autor, abreviado según las convenciones y usos.
- Anemocarpa calcicola Paul G.Wilson
- Anemocarpa podolepidium (F.Muell.) Paul G.Wilson
- Anemocarpa saxatilis (Paul G.Wilson) Paul G.Wilson